# Steatomys jacksoni
Steatomys jacksoni är en däggdjursart som beskrevs av Robert William Hayman 1936. Steatomys jacksoni ingår i släktet fettmöss och familjen Nesomyidae. IUCN kategoriserar arten globalt som otillräckligt studerad. Inga underarter finns listade i Catalogue of Life.
Denna gnagare är med en kroppslängd (huvud och bål) av 90 till 112 mm, en svanslängd av 44 till 58 mm och en vikt av 20 till 28 g en medelstor medlem i släktet fettmöss. Den har 18 till 19 mm långa bakfötter och 14 till 16 mm långa öron. Liksom andra arter av samma släkte kan den före den torra perioden lagra fett i kroppen vad som gör den avsevärd tyngre. Den mjuka pälsen på ovansidan bildas av hår som är mörkgråa vid roten och bruna vid spetsen och ryggen ser därför mörkbrun ut. På buken, hakan, strupen och bröstet förekommer vit päls. Även svansen är uppdelad i en mörk ovansida och en vitaktig undersida.
Arten är bara känd från två mindre områden i Ghana respektive sydöstra Nigeria. Fyndplatserna ligger cirka 100 meter över havet. Steatomys jacksoni hittades bara på jordbruksmark.
Individerna är aktiva på natten och de vistas främst på marken. Troligen har de samma levnadssätt som andra släktmedlemmar.